# Sphaerodromia ducoussoi
Sphaerodromia ducoussoi is een krabbensoort uit de familie van de Dromiidae. De wetenschappelijke naam van de soort is voor het eerst geldig gepubliceerd in 1991 door McLay.